# Heterocola proboscidalis
Heterocola proboscidalis là một loài tò vò trong họ Ichneumonidae.